# Lore Agnes
Lore Agnes, née Lore Benning le 4 juin 1876 à Bochum (province de Westphalie) et morte le 9 juin 1953 à Cologne (RFA), est une femme politique allemande, membre du Parti social-démocrate d'Allemagne (SPD) et du Parti social-démocrate indépendant d'Allemagne (USPD), résistante au nazisme.

## Biographie

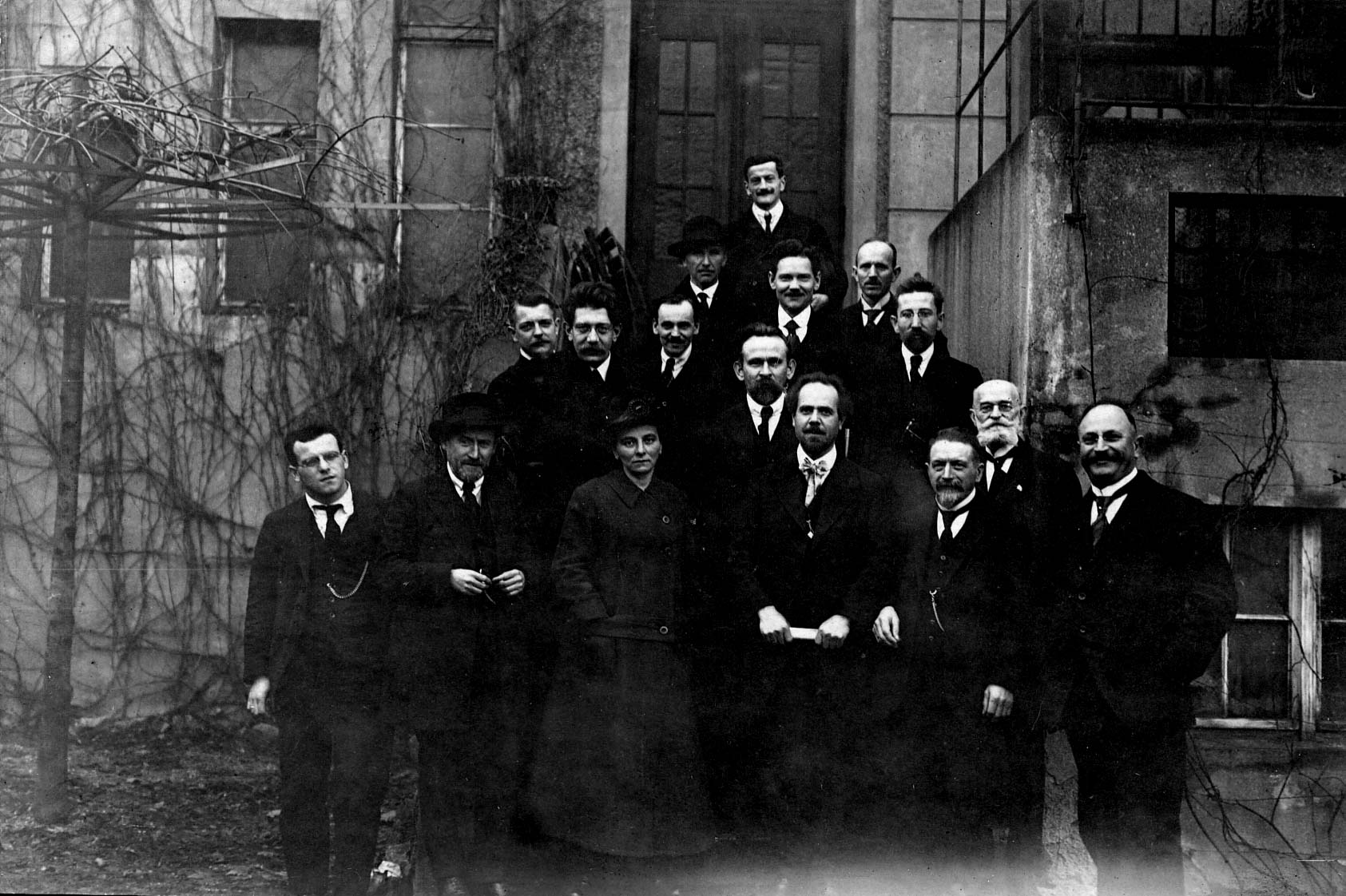
Photo de groupe des dirigeants de l'USPD au congrès de Leipzig de décembre 1919 (avec le délégué invité du SPÖ autrichien Friedrich Adler, quatrième à gauche). Sur la photo : Arthur Crispien, Wilhelm Dittmann, Lore Agnes, Richard Lipinski, Wilhelm Bock, Alfred Henke, Friedrich Geyer, Curt Geyer, Fritz Zubeil,Fritz Kunert, Georg Ledebour et Emanuel Wurm.

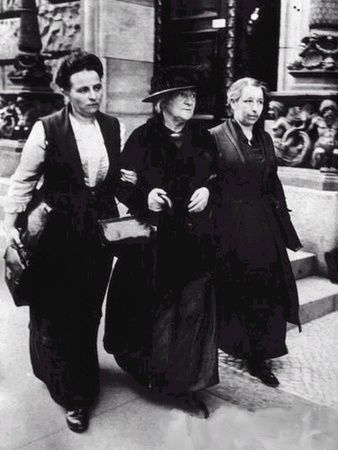
Lore Agnes, Clara Zetkin et Mathilde Wurm devant le Reichstag, à Berlin (1919).

Lore Agnes est une fille de mineur. En 1906, elle épouse Peter Agnes et demeure femme au foyer. À la même époque, elle rejoint le SPD et s'implique dans la commission de protection des enfants du district du Bas-Rhin ainsi qu'au sein du mouvement des femmes sociales-démocrates. Elle participe à la création de l'« Association des travailleurs domestiques », qui milite pour améliorer la situation alors précaire des travailleurs domestiques et dont la section de Dusseldorf est liée à la fondation de l'Arbeiterwohlfahrt (AWO) en 1919.
Sur le plan politique, elle se situe avant la Première Guerre mondiale à l'aile gauche du SPD, notamment avec Clara Zetkin et Rosa Luxemburg. Pacifiste, elle s'oppose au conflit mondial. Un discours lors d'un rassemblement à Dusseldorf lui vaut d'ailleurs d'être incarcérée plusieurs semaines en 1914. En 1915, elle participe à la Conférence internationale des femmes socialistes pour la paix qui se déroule à Berne. En 1917, elle est arrêtée pour s'être déplacée à une réunion internationale féminine à Zurich sans ses papiers. Cette même année, elle adhère à l'USPD. Elle est membre de la direction centrale du parti et joue un rôle important.
Elle représente l'USPD comme députée constituante à l'Assemblée nationale de Weimar de 1919. Elle y plaide, le 17 juillet 1919, pour l'augmentation des services de garde, en raison du fait que nombreux parents n'étaient plus en mesure d'éduquer leurs enfants de manière adéquate avec l'émergence du nouveau système salarial capitaliste. Elle est députée au Reichstag jusqu'en 1933, représentant ensuite le SPD ; elle travaille notamment sur les sujets de la politique sociale et des femmes.
En 1933, lors de l'arrivée au pouvoir d'Adolf Hitler, elle entre en clandestinité et participe à la résistance socialiste, mais est rapidement arrêtée ; elle est libérée par la suite pour raisons médicales. Un an plus tard, elle est incarcérée pendant plusieurs mois. Après la tentative d'assassinat contre Hitler le 20 juillet 1944, elle est à nouveau détenue pendant plusieurs mois.
Après la guerre, elle participe à la reconstruction des sections locales du SPD et de l'Arbeiterwohlfahrt à Dusseldorf. Elle meurt à Cologne mais elle est enterrée au cimetière du Nord (Düsseldorf).

## Hommages
À Düsseldorf et à Essen, les sièges des sections locales de l'AWO sont nommés en son honneur, de même qu'une garderie de Radevormwald et des rues à Düsseldorf et Duisburg. À l'université de la Ruhr à Bochum, le prix Lore-Agnes récompense des projets en matière d'égalité entre les femmes et les hommes.

## Sources
- (de) Cet article est partiellement ou en totalité issu de l’article de Wikipédia en allemand intitulé « Lore Agnes » (voir la liste des auteurs).